# Xylohypha palmicola
Xylohypha palmicola är en svampart som beskrevs av S. Hughes & Sugiy. 1972. Xylohypha palmicola ingår i släktet Xylohypha, divisionen sporsäcksvampar och riket svampar.   Inga underarter finns listade i Catalogue of Life.